# ツァイトガイスト (アルバム)
『ツァイトガイスト』（Zeitgeist）は、アメリカのロック・バンド、スマッシング・パンプキンズの7枚目のスタジオ・アルバム。
2007年7月10日にMartha's Musicとリプリーズ・レコードから発売された。
2006年に再結成したバンドのメンバーであるビリー・コーガンとジミー・チェンバレンのみでレコーディングされたこのアルバムは、コーガンとチェンバレン自身に加え、ロイ・トーマス・ベイカーとテリー・デイトがプロデュースを担当している。
『ツァイトガイスト』通常盤のカバー・アートはシェパード・フェアリー（Shepard Fairey）によるもので、販売店によってグリーン、オレンジ、シルバー、パープル、ブルーのカバーがあった。
2007年9月10日に発売されたこのアルバムは、先行シングル「Tarantula」がアメリカのBillboard 200で2位を記録していたが、すぐに売上は減少し、批評家の評価もさまざまだった。
2008年2月1日、アメリカでゴールド認定を受ける。
このアルバムの発売を受けたツアーを行うため、コーガンとチェンバレンは、ジェフ・シュローダー（ギター）、ジンジャー・レイズ（ベース）、リサ・ハリトン（キーボード）というツアー・メンバーを招集した。シュローダーは最終的にバンドのコア・メンバーとなっていく。
このアルバムは、2018年の『Shiny and Oh So Bright, Vol.1 / LP』までチェンバレンをフィーチャーした最後の作品となった。

## 収録曲
| 全作詞・作曲: ビリー・コーガン。 |                                                                          |                  |                  |                                                                 |      |
| #                                | タイトル                                                                 | 作詞             | 作曲・編曲       | プロデューサー                                                  | 時間 |
| 1.                               | 「世界終末時計 - "Doomsday Clock"」                                      | ビリー・コーガン | ビリー・コーガン | ビリー・コーガン ジミー・チェンバレン                           | 3:44 |
| 2.                               | 「7シェイズ・オブ・ブラック - "7 Shades of Black"」                      | ビリー・コーガン | ビリー・コーガン | コーガン チェンバレン                                           | 3:17 |
| 3.                               | 「ブリーディング・ザ・オーキッド - "Bleeding the Orchid"」               | ビリー・コーガン | ビリー・コーガン | コーガン チェンバレン                                           | 4:03 |
| 4.                               | 「ザッツ・ザ・ウェイ(マイ・ラヴ・イズ) - "That's the Way (My Love Is)"」 | ビリー・コーガン | ビリー・コーガン | コーガン チェンバレン テリー・デイト                            | 3:48 |
| 5.                               | 「タランチュラ - "Tarantula"」                                           | ビリー・コーガン | ビリー・コーガン | コーガン チェンバレン                                           | 3:51 |
| 6.                               | 「スターズ - "Starz"」                                                   | ビリー・コーガン | ビリー・コーガン | コーガン チェンバレン ロイ・トーマス・ベイカー                  | 3:43 |
| 7.                               | 「ユナイテッド・ステイツ - "United States"」                             | ビリー・コーガン | ビリー・コーガン | コーガン チェンバレン                                           | 9:52 |
| 8.                               | 「ネヴァーロスト - "Neverlost"」                                         | ビリー・コーガン | ビリー・コーガン | コーガン チェンバレン デイト                                    | 4:20 |
| 9.                               | 「ブリング・ザ・ライト - "Bring the Light"」                             | ビリー・コーガン | ビリー・コーガン | コーガン チェンバレン ベイカー                                  | 3:40 |
| 10.                              | 「(カモン) レッツ・ゴー! - "(Come On) Let's Go!"」                       | ビリー・コーガン | ビリー・コーガン | コーガン チェンバレン デイト                                    | 3:19 |
| 11.                              | 「フォー・ゴッド・アンド・カントリー - "For God and Country"」           | ビリー・コーガン | ビリー・コーガン | コーガン チェンバレン デイト                                    | 4:24 |
| 12.                              | 「威風堂々 - "Pomp and Circumstances"」                                  | ビリー・コーガン | ビリー・コーガン | コーガン チェンバレン ベイカー (アディショナル・プロデューサー) | 4:21 |
| 合計時間:                        | 合計時間:                                                                | 合計時間:        | 52:22            |                                                                 |      |

## パーソネル
- ジミー・チェンバレン (Jimmy Chamberlin) – ドラム、パーカッション
- ビリー・コーガン (Billy Corgan) – ボーカル、ギター、ベース、キーボード